# Rotnes
Rotnes este o localitate din comuna Nittedal, provincia Akershus, Norvegia, cu o suprafață de 2,62 km² și o populație de 5.491 locuitori (2013).